# Sint-Jozefkapel (Horst)

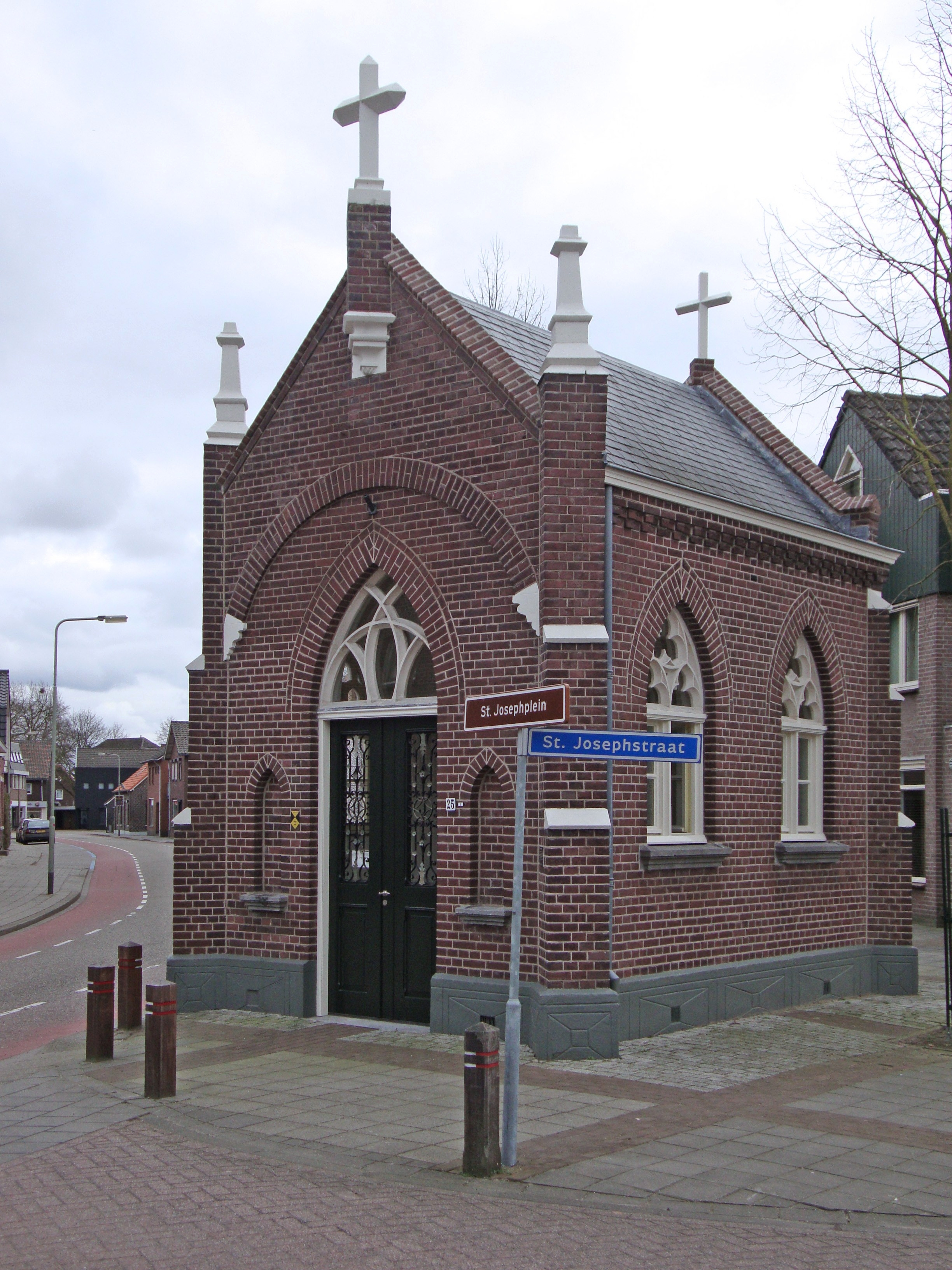
Sint-Jozefkapel

De Sint-Jozefkapel is een kapel in het centrum van Horst in de Nederlands Noord-Limburgse gemeente Horst aan de Maas. De kapel staat aan de Herstraat aan de splitsing met de Sint Josephstraat. Op ongeveer 220 meter naar het noordoosten staat de Sint-Lambertuskerk. Ten noorden van het dorp is in het buitengebied de Bulthoevekapel gebouwd die gebaseerd is op deze kapel.
De kapel is gewijd aan Jozef van Nazareth.

## Geschiedenis
In 1901 werd de kapel gebouwd, waarschijnlijk ter vervanging van een eerdere kapel uit de 18e eeuw.
Op 22 april 2002 werd de kapel ingeschreven in het rijksmonumentenregister.

## Bouwwerk
De bakstenen kapel is gebouwd in neogotische stijl op een rechthoekig plattegrond met driezijdige apsis. Tussen de frontgevel en achtergevel ligt een verzonken zadeldak van leien in Maasdekking, terwijl de apsis een driezijdig schilddak met leien heeft met een lagere nokhoogte. De frontgevel en achtergevel zijn een puntgevel waar op beide toppen een wit geschilderd kruis geplaatst is, in de frontgevel voorzien van toppilaster. Op de zes hoeken van de kapel zijn er overhoekse steunberen met twee of drie versnijdingen die voorzien zijn van een schuin geplaatste wit geschilderde dekplaten. In de frontgevel reiken deze steunberen tot boven de gootlijst en eindigen als wit geschilderde pinakels. In de zijgevels bevindt zich onder de gootlijst een tandfries en de beide zijgevels hebben elk twee spitsboogvensters met rijk uitgevoerd maaswerk bestaande uit drielobben. In de frontgevel bevindt zich een blinde segmentboog op witte aanzetstenen. De frontgevel bestaat verder uit twee spitsboogvormige blinde nissen links en rechts van de ingang en in het midden een spitsboog met bovenin een met maaswerk gevuld bovenlicht en eronder een dubbele paneeldeur die toegang geeft tot de kapel.
Van binnen wordt de kapel gedekt door een blauw geschilderd houten tongewelf beschilderd met sterren. Tegen de achterwand van de kapel is er een altaarkast geplaatst die afgesloten wordt met een enkele en een dubbele deurvleugel die voorzien zijn van glas.